# Kalaâ Kebira
Kalaâ Kebira este un oraș în Guvernoratul Sousse, Tunisia.